# Wrona ogorzała
Wrona ogorzała, kruk ogorzały (Corvus hawaiiensis) – wymarły na wolności gatunek rdzennie hawajskiego ptaka z rodziny krukowatych (Corvidae), zwany przez Hawajczyków ʻAlalā.

## Morfologia
Długość ciała wynosi 48–52 cm, średnia masa ciała samca 555 g, samicy – 485 g. Upierzenie smolistobrązowe, lotki I rzędu jaśniejsze. Tęczówka brązowa. Dziób i nogi czarne. Pióra na brodzie są usztywnione.

## Zasięg
Wrony ogorzałe występowały na wyspie Hawaiʻi. Szczątki kopalne wrony ogorzałej lub blisko spokrewnionego gatunku znaleziono również na Maui.

## Ekologia i zachowanie
Środowiskiem życia wron ogorzałych były lasy na wysokości około 900–1800 m n.p.m. (3000–6000 stóp). Są wszystkożerne, jedzą głównie owoce roślin z podszytu. Poza owocami i jagodami zjadają również jaja, pisklęta, owady i padlinę. We wrześniu 2016 na łamach „Nature” ukazał się artykuł dotyczący używania narzędzi przez wrony ogorzałe. Umiejętności posługiwania się nimi nie zależą od płci, ale zależą od wieku ptaka. Wrony ogorzałe używają patyczków, aby wydobyć kawałek pokarmu z otworu w drewnie. Ze 104 zbadanych ptaków 93% z osobników w 3. lub późniejszym roku życia potrafiło używać narzędzi, wśród młodszych ptaków tylko 47%.

### Lęgi
Konstrukcja gniazd zaczyna się zwykle w marcu, pierwsze zniesienia pojawiają się w kwietniu. Zniesienie liczy 1–5 jaj o niebieskozielonej skorupce. Wrony ogorzałe tworzą grupy rodzinne, utrzymujące się do uzyskania zdolności lotu i samodzielnego pożywiania się przez młode.

## Status
IUCN uznaje wronę ogorzałą za gatunek wymarły na wolności (EW, Extinct in the Wild). W 1992 na wolności żyło tylko 11 lub 12 ptaków. Dwójka ostatnich znanych przedstawicieli gatunku na wolności była widziana w czerwcu 2002, dlatego też wrona ogorzała sklasyfikowana jest jako „wymarły na wolności” (stan w październiku 2016). Mimo że mała grupa wron hodowana jest w specjalnych ośrodkach, próby reintrodukcji ptaka nie powiodły się ze względu na drapieżnictwo myszołowa hawajskiego (Buteo solitarius). W 1993–1999 wypuszczono na wolność 27 młodocianych osobników, z czego 21 zostało zabite przez myszołowy, umarło z powodu chorób lub zaginęło; pozostałe 6 odłowiono. W 2011 populacja w niewoli liczyła 94 osobniki. We wrześniu 2016 żyło 109 osobników. Na 17 listopada 2016 zaplanowano wypuszczenie 6 wyklutych w niewoli ptaków do rezerwatu Puʻu Makaʻala, wolnego od wprowadzonych drapieżników i z najmniejszym zagęszczeniem myszołowów hawajskich na wyspie. Ostatecznie 14 grudnia na wolność wypuszczono 5 osobników. Jednak już po niespełna miesiącu 3 osobniki znaleziono martwe, a pozostałe 2 schwytano do ptaszarni, by je ocalić. Sekcja zwłok wykazała, że 2 osobniki padły ofiarą prawdopodobnie myszołowa hawajskiego, a trzeci zmarł z przyczyn naturalnych, które doprowadziły go do słabej kondycji fizycznej. W latach 2017–2019 wypuszczono na wolność 27 osobników (w tym 2, które przetrwały poprzednio). Tym razem wronom udało się przeżyć dłużej (rekordzistom ponad 3 lata), a kilka par podjęło nieudane próby lęgu. W 2020 roku żyło już tylko 5 osobników – schwytano je w celu reintegracji ze stadem trzymanym w niewoli. 